# Méthoxynonane
Le méthoxynonane est un éther.